# Парнах Максим Олександрович
Максим Олександрович Парнах (7 жовтня 1957, Москва) - російський художник і педагог, автор оригінальної методики навчання малювання (Живопис У-сін) заснованої на прийомах традиційного китайського живопису.

## Біографія
З 1974 по 1975 роки вчився академічному малюнку у архітектора В. І. Свистунова. У 1983 р. закінчив художньо-графічний факультет Московського державного педагогічного інституту ім. Леніна. У 1987-1989 роках брав участь у щорічних колективних виставках у виставковому залі Київського району Москви, а також у Спілці художників-графіків. З 1990 по 1995 рік працював викладачем образотворчого мистецтва з дітьми 3-6 років у клубі «Червоний хімік» (дитяча студія «Гаммі»). З 2000 р. викладає традиційний китайський живопис в клубі «Золотий дракон». У 1999-2002 роках брав участь у виставках об'єднання «Окрошка».
У 2000 році опублікована авторська методика М. Парнаха «Уроки образотворчого мистецтва» - курс розвиваючих занять для дітей дошкільного та молодшого шкільного віку. Методика заснована на прийомах традиційного китайського живопису і принципах філософії Дао.
Викладає уроки китайського живопису за своєю методикою у творчій майстерні-студії, що знаходиться в Центрі сучасного мистецтва «Винзавод».
Живе і працює в Москві.

## Персональні виставки
- 2011 - «Ієрогліфи». Галерея «Союз-Творчість», Москва.
- 2003 - «Максим Парнах». Літературно-художній музей Марини і Анастасії Цвєтаєвих, Александров.
- 1997 - «Сопілка паровоза» (спільно з Б. Машіністовим). Галерея «Союз-Творчість», Москва.
- 1986 - «Максим Парнах». Інститут проблем передачі інформації, Москва.

## Книги М. Парнаха
- Парнах М.О. Уроки образотворчого мистецтва - М: Рассказов, 2000 - 44 с - ISBN 5-95016-001-8..

## Сім'я
- Парнох Яків Соломонович (1853-1912) - прадід, провізор, власник аптеки, член міської Думи м. Таганрог, почесний громадянин Таганрога.
- Классон Роберт Едуардович - прадід, російський і радянський інженер-технолог і винахідник, один з найбільших російських енергетиків свого часу.
- Парнах Валентин Якович - дід, російський поет, перекладач, музикант, хореограф, зачинатель російського джазу.
- Парнок, Софія Яківна - двоюрідна бабуся, російська поетесса, перекладачка.
- Тараховська Єлизавета Яківна - двоюрідна бабуся, російська поетесса, перекладачка.
- Парнах Олександр Валентинович - батько, письменник.
- Парнах Олександр Максимович - син, дизайнер, музикант.